# Cattleya macrobulbosa
Cattleya macrobulbosa é uma espécie de planta do gênero Cattleya e da família Orchidaceae. Esta espécie pertence a Cattleya série Parviflorae. É uma espécie bastante robusta de flores amarelas, nativa de afloramentos rochosos na porção sul do Espírito Santo. Na mesma região porém mais pŕóximo do mar, também ocorrem a Cattleya gloedeniana, que é diferenciada pela haste mais longa, partes vegetativas menores, e floração no verão, enquanto C. macrobulbosa tem plantas mais robustas, haste mais curta e floração no inverno. De resto, as flores das duas espécies são bastante similares.

## Taxonomia
A espécie foi descrita em 2008 por Cássio van den Berg.
Os seguintes sinônimos já foram catalogados:  
- Laelia macrobulbosa  Pabst
- Hoffmannseggella macrobulbosa  (Pabst) H.G.Jones
- Sophronitis macrobulbosa  (Pabst) van den Berg & M.W.Chase

## Forma de vida
É uma espécie rupícola e herbácea.

## Descrição
Cattleya macrobulbosa se diferencia de C. gloedeniana pelas plantas mais robustas e haste mais curta, e floração no inverno.
| Caule                                                | Caule          |
| ---------------------------------------------------- | -------------- |
| planta                                               | cespitosa      |
| número de entrenó do rizoma                          | desconhecido   |
| Folha                                                |                |
| número                                               | 1              |
| forma                                                | oblonga        |
| Inflorescência                                       |                |
| inflorescência em pseudobulbo diferenciado sem folha | não            |
| bráctea espataceo                                    | simples        |
| número de flores                                     | 4/5/6/7/8      |
| Flor                                                 |                |
| cor das pétalas e sépalas                            | amarelo forte  |
| forma do labelo                                      | trilobado      |
| cor do lobo mediano do labelo                        | amarelo escuro |
| cor dos lobos laterais do labelo                     | amarelo escuro |

## Conservação
A espécie faz parte da Lista Vermelha das espécies ameaçadas do estado do Espírito Santo, no sudeste do Brasil. A lista foi publicada em 13 de junho de 2005 por intermédio do decreto estadual nº 1.499-R.

## Distribuição
A espécie é encontrada no estado brasileiro de Espírito Santo.
A espécie é encontrada no domínio fitogeográfico de Mata Atlântica, em regiões com vegetação de vegetação sobre afloramentos rochosos.